# Сабатье, Поль (химик)
Поль Сабатье́ (фр. Paul Sabatier; 5 ноября 1854, Каркассон — 14 августа 1941, Тулуза) — французский химик, лауреат Нобелевской премии по химии за 1912 год.

## Биография
Родился в семье коммерсанта Алексиса Сабатье; среднее образование получил в лицеях Каркассона и Тулузы и в колледже св. Марии в Тулузе. В 1874—1877 годах обучался в Политехнической школе в Париже. В 1877—1878 годах преподавал физику в лицее в Ниме, а затем стал ассистентом выдающегося физикохимика Марселена Бертло в Коллеж де Франс. В 1880 году защитил диссертацию на степень доктора, посвящённую термохимии серы и сульфатов.
В 1881—1882 годах изучал физику в университете Бордо. С 1882 года преподавал в Тулузском университете; в 1884 году стал профессором кафедры химии, которую возглавлял до конца своей научной карьеры. С 1905 по 1929 год был деканом факультета наук.
Член Парижской академии наук (с 1913 года), Лондонского королевского общества, Американского химического общества, многих других академий и научных обществ. Командор ордена Почётного легиона.

## Научная работа
Основные направления исследований Сабатье — термохимия и катализ. В 1878—1897 годах выполнил серию работ по термохимическому исследованию сульфидов, селенидов и галогенидов металлов; изучал кинетику реакций с участием фосфорных кислот. Совместно со своим учеником Ж. Б. Сандераном начал использовать в качестве катализаторов железо, кобальт, никель и медь вместо благородных металлов.
В 1897 году совместно с Сандераном выполнил прямое одностадийное гидрирование этилена до этана в присутствии катализатора — порошкообразного никеля (реакция Сабатье — Сандерана). В 1899—1901 годах провёл каталитическое гидрирование ряда других олефинов, а также ацетиленовых и ароматических углеводородов; в 1901 году получил циклогексан гидрированием бензола. В том же году предложил свою теорию гидрогенизационного катализа, согласно которой роль металлических катализаторов заключается в образовании промежуточных соединений — гидридов металлов.
В 1902 году синтезировал на никелевом катализаторе метан из монооксида углерода и водорода; показал возможность каталитического восстановления оксидов азота и нитросоединений. В 1907—1911 годах исследовал каталитические превращения спиртов в присутствии мелкораздробленных металлов и их оксидов, показав, что одни из них вызывают дегидратацию спиртов, а другие — дегидрогенизацию. Для повышения устойчивости мелкодисперсных металлов первым начал использовать т. н. носители катализаторов («подложку»). В 1909 году осуществил каталитическую парофазную гидрогенизацию непредельных карбоновых кислот (этот процесс нашёл применение в производстве маргарина).
В 1912 году Сабатье была присуждена Нобелевская премия по химии «за предложенный им метод гидрогенизации органических соединений в присутствии мелкодисперсных металлов, который резко стимулировал развитие органической химии», включая открытие так называемой реакции Сабатье; премию разделил с ним Виктор Гриньяр.

## Память
В 1979 году Международный астрономический союз присвоил имя Сабатье кратеру на видимой стороне Луны.